# Carmen Simmons-Nicholson
Harriet Carmen Simmons-Nicholson, “Miss Carmen” (Saba, 21 december 1931 – Saba, 21 juli 2022) was een Antilliaans, huisvrouw, politica met invloed op het culturele leven op het eiland.
Ze was dochter van Polly Gerarldine Dunker en John Lionel Nicholson. Broer Max Nicholson was eveneens actief in de politiek van Saba.  Vader vertrok al snel uit het gezin; moeder stierf nog tijdens haar jeugd. Ze was getrouwd met Osmar Ralph Simmons, chef van de plaatselijke politie.
Amigoe omschreef haar in de editie van 12 april 1983. Ze zou haar hele leven op Saba gewoond en gewerkt hebben op een drietal jaar na op Sint Maarten. Daarbij ontwikkelde ze al op de jonge leeftijd van twaalf jaar interesse voor het culturele leven, mede door de Dominicaner zusters op het eiland. Zo was ze voorzitter van de Sabaanse Boys and Girls Sport Society, voorzitter van stichting Cultural and Art, voorzitter van Saba Cultural Group, en bestuurslid van de plaatselijke bibliotheek. Daarnaast was ze werkzaam binnen het sociale circuit met contacten met diverse gezinnen op het eiland (Welzijnsfederatie en Sticusa), soms ter onderbrenging van een gezinslid dat buiten Saba ging studeren. Ook bespeelde ze als opvolgster van haar peettante en leraar jarenlang het orgel van de katholieke kerk in The Bottom. Het artikel werd geplaatst vanwege haar deelname aan de Saba United Party (SUP) waarvan ze bij de verkiezingen in 1983 lijstaanvoerder was. Ze streed voor dat op het eiland de juiste man/vrouw op de juiste plek moest kunnen werken. Of ze gekozen werd is niet bekend, in 1989 zat ze bij de opponent Windward Islands People's Movement (WIPM).
In 1982 ontving ze de koninklijke onderscheiding (eremedaille bij de Orde van Oranje-Nassau); in 1986 volgde de Leito Beker voor jeugdwerk en in 1990 volgde de Zilveren Anjer. In 2015 kreeg ze opnieuw een onderscheiding van koning Willem-Alexander der Nederlanden (Lid in de Orde van Oranje-Nassau).  De Rijksvoorlichtingsdienst omschreef haar in 1990 als "Culturele ruggegraat van Saba". Ondertussen bracht ze negen kinderen groot en was ze curator van het Major Osmar Ralph Simmons Museum.